# Torfinn Karlsämne
Torfinn Karlsämne (fornnordiska Þorfinnr Karlsefni, isländska, Þorfinnur Karlsefni) var en isländsk upptäcktsresande och nybyggare som enligt Erik den rödes saga och Grönlänningasagan ledde ett försök att bygga upp ett samhälle i Vinland, Nordamerika, cirka år 1010.
Torfinns far hette Tord Hästhuvud, därför kallas han också Torfinn Tordsson. Hans mor hette Torunn. Han var gift med Gudrid Torbjörnsdotter, änka till Erik den rödes son Torsten. De hade en son som sägs ha blivit född på Vinland, Snorre Torfinnsson. Torfinn dog på sin gård Glaumbær på Island.
Den isländske skulptören Einar Jónssons staty över Torfinn Karlsämne finns representerad både i Reykjavik på Island och i Philadelphia i Förenta staterna.